# Navierovy–Stokesovy rovnice

Navierovy–Stokesovy rovnice jsou rovnice popisující proudění nestlačitelné newtonovské kapaliny. Jedná se o soustavu nelineárních parciálních diferenciálních rovnic 2. řádu. Rovnice odvodili Francouz Claude Navier a Ir George Stokes v letech 1827 a 1845 nezávisle na sobě.

## Odvození
Rovnici lze odvodit z bilance sil působících na tekutinu. Navierova–Stokesova rovnice je však speciálním případem obecné Cauchyho rovnice dynamické rovnováhy, z níž lze Navierovu–Stokesovu rovnici odvodit dosazením tenzoru napětí pro newtonovskou tekutinu.
Navierova–Stokesova rovnice se dá zapsat několika způsoby, například následovně
{\displaystyle {\frac {\partial {\vec {u}}}{\partial t}}+{\vec {u}}\cdot \nabla {\vec {u}}=-{\frac {1}{\varrho }}\nabla p+\nu \nabla ^{2}{\vec {u}}+{\vec {f}}}
Význam jednotlivých členů zleva:
- místní zrychlení
- konvektivní zrychlení
- zrychlení způsobené tlakovým spádem
- zrychlení potřebné k překonání třecích sil
- zrychlení způsobené objemovými silami

Symboly: {\displaystyle {\vec {u}}} je rychlost, {\displaystyle p} je tlak, {\displaystyle t} je čas, {\displaystyle \varrho } je hustota, {\displaystyle \nu } je kinematická viskozita, {\displaystyle {\vec {f}}} je součet intenzit objemových sil (často jen tíhové zrychlení {\displaystyle {\vec {g}}}), {\displaystyle \nabla } je operátor nabla, {\displaystyle \cdot } je symbol skalárního součinu podle konvence, že {\displaystyle {\vec {u}}\cdot \nabla =u_{x}{\frac {\partial }{\partial x}}+u_{y}{\frac {\partial }{\partial y}}+u_{z}{\frac {\partial }{\partial z}}\,}.

## Řešení
Navierova–Stokesova rovnice je analyticky řešitelná jen v několika málo případech jednoduchých toků. Ve složitějších případech je nutno rovnici řešit numericky.
Nadace Clayova matematického ústavu zařadila důkaz existence hladkého řešení Navierovy–Stokesovy rovnice ve třech dimenzích na seznam sedmi nejdůležitějších matematických problémů (takzvaných Problémů tisíciletí). Na každý z nich je vypsána odměna milion dolarů.
Zjednodušením rovnice jsou Eulerovy rovnice hydrodynamiky. Ty patrně hladké nejsou.

## Použití
Používá se při výpočtech proudění v aerodynamice a hydrodynamice.